# Naturschutzgebiet Botzelaerer Meer
Koordinaten: 51° 44′ 0″ N, 6° 21′ 19″ O

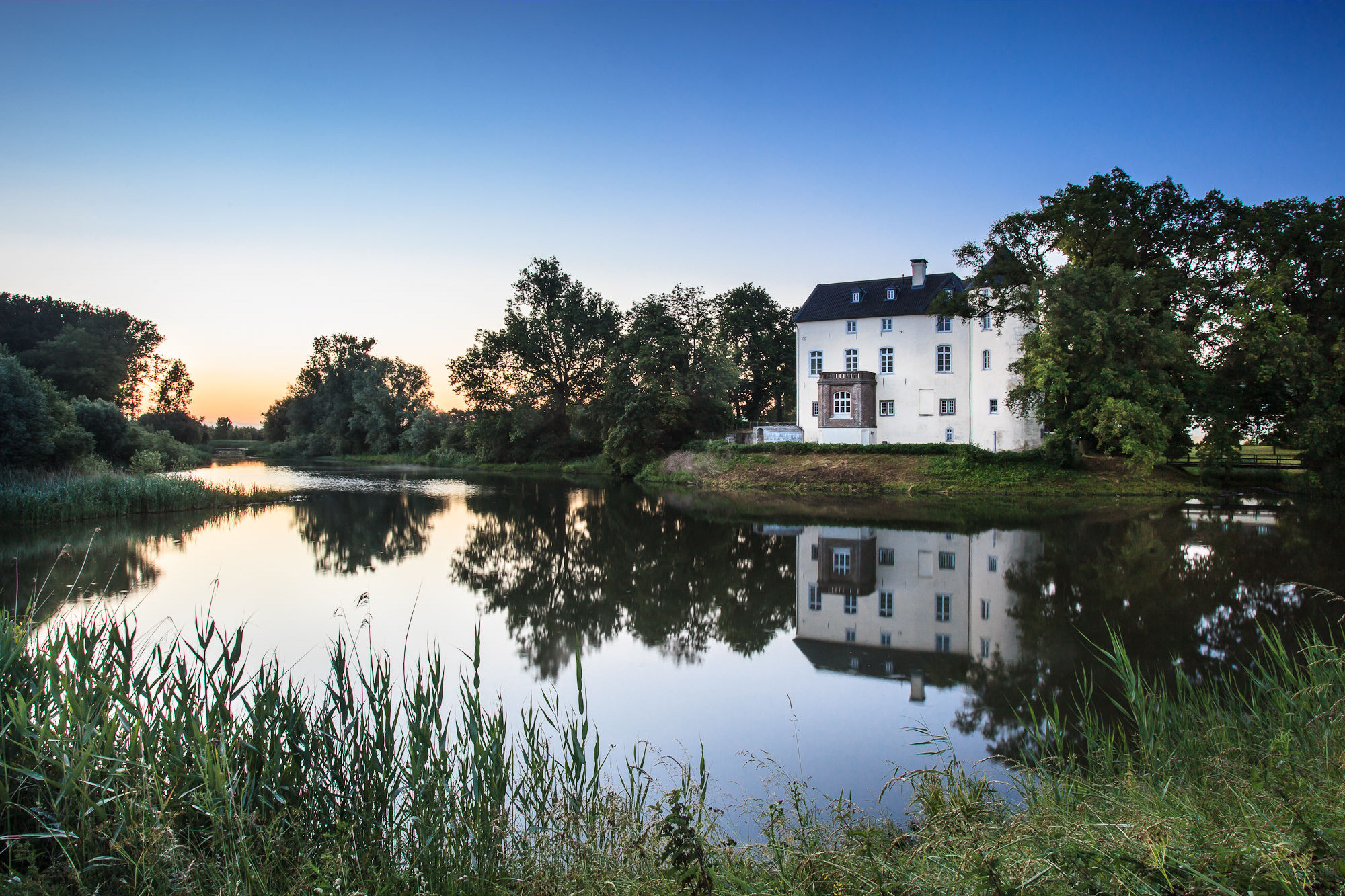
Naturschutzgebiet Botzelaerer Meer mit der Burg Boetzelaer (Juni 2012)

Das Naturschutzgebiet Botzelaerer Meer liegt auf dem Gebiet der Stadt Kalkar im Kreis Kleve in Nordrhein-Westfalen.
Das Gebiet erstreckt sich östlich der Kernstadt Kalkar und nördlich von Appeldorn, einem Ortsteil von Kalkar, entlang der östlich verlaufenden B 67. Es umfasst das Botzelaerer Meer. Am südöstlichen Rand des Gebietes liegt die Burg Boetzelaer, nördlich erstreckt sich das Gelände des Mühlenhof Golf & Country Club e.V. und fließt der Rhein.

## Bedeutung
Das rund 25,0 ha große Gebiet ist seit 1981 unter der Kenn-Nummer KLE-010 als Naturschutzgebiet ausgewiesen.